# Cosmic Universal Fashion
Cosmic Universal Fashion es un álbum de estudio del músico estadounidense Sammy Hagar, lanzado en el 2008. Poco tiempo después del lanzamiento del disco, Hagar conformó el supergrupo Chickenfoot con su antiguo compañero en Van Halen, Michael Anthony, el guitarrista virtuoso Joe Satriani y el baterista Chad Smith de Red Hot Chili Peppers. Cosmic Universal Fashion debutó en el puesto No. 95 en la lista Billboard 200.

## Lista de canciones
| N.º | Título                          | Escritor(es)                                         | Duración |  |
| 1.  | «Cosmic Universal Fashion»      | Sammy Hagar, Steven Lost, David Kahne                | 3:33     |  |
| 2.  | «Psycho Vertigo»                | Hagar, Neal Schon                                    | 5:03     |  |
| 3.  | «Peephole»                      | Hagar, Schon                                         | 4:20     |  |
| 4.  | «LOUD»                          | John Eddie                                           | 3:55     |  |
| 5.  | «Fight for Your Right to Party» | Rick Rubin, Adam Yauch, Adam Horovitz                | 3:48     |  |
| 6.  | «Switch on the Light»           | Hagar                                                | 3:17     |  |
| 7.  | «When the Sun Don't Shine»      | Hagar                                                | 4:15     |  |
| 8.  | «24365»                         | Hagar                                                | 3:58     |  |
| 9.  | «I'm on a Roll»                 | Hagar, Niki Oosterbeen                               | 2:40     |  |
| 10. | «Dreams/Cabo»                   | Michael Anthony/Hagar/Alex Van Halen/Eddie Van Halen | 8:50     |  |

## Créditos
- Sammy Hagar - voz, guitarra
- Michael Anthony - bajo, coros
- Billy Gibbons - voz en pista 6
- Billy Duffy - guitarras en pista 4
- Matt Sorum - batería en pista 4
- Deen Castronovo - batería en pistas 2, 3
- Neal Schon - guitarra en pistas 2, 3
- David Lauser - batería en pistas 5, 6, 7, 8, 9, 10